# Puerto libre de Monrovia
El Puerto libre de Monrovia (en inglés: Freeport of Monrovia) es la principal instalación portuaria comercial en la nación africana de Liberia. Fue creada artificialmente en la isla Bushrod, cerca de Monrovia en 1948. La instalación consta de cuatro pilares y un muelle principal con cuatro secciones. El puerto también cuenta con instalaciones de cisterna y un muelle de pesca. La Autoridad Portuaria Nacional lo gestiona. Ya en 1850, los buques de navegación marítima comenzaron a exportar aceite de palma en un puerto en Monrovia. Durante la Segunda Guerra Mundial, las fuerzas militares de Estados Unidos aterrizaron en Liberia para garantizar el flujo de las exportaciones de caucho para su uso en materiales de guerra. Estas fuerzas mejoraron las instalaciones portuarias en Monrovia y construyeron un puerto artificial con dos espigones.  En 1948, este nuevo espacio de 750 acres (3,0 km²) se abrió. 